# Virus de la fiebre amarilla
El virus de la fiebre amarilla es un virus ARN monocatenario positivo perteneciente a la familia Flaviviridae, con un genoma de 11Kb compuesto por un marco abierto de lectura entre dos regiones no codificantes. El marco abierto codifica tres proteínas estructurales (cápside (C), membrana (prM), y la envoltura (E)) y siete proteínas no estructurales (NS1, NS2a, NS2b, NS3, NS4a, NS4b y NS5). Las proteínas virales son procesadas después de la traducción de toda la poliproteína dentro de retículo endoplasmático rugoso. La principal proteína estructural es la envoltura, la cual juega un rol fundamental en la entrada del virus. Las proteínas no estructurales están involucradas principalmente en la replicación del ARN y en la división post traducción de la poliproteína viral.
La infección de este virus en humanos produce la fiebre amarilla.